# Spinotaenia
Spinotaenia là một chi bướm đêm thuộc phân họ Tortricinae của họ Tortricidae.

## Các loài
- Spinotaenia chalcea Razowski & Becker, 2000